# Tundzha (huyện)
Tundzha là một huyện thuộc tỉnh Yambol, Bungaria. Dân số thời điểm năm 2001 là 31406 người.